# Kenan Paixà
Kenan Paixà, de malnom Sari, (? - 16 de febrer de 1659), fou kapudan paixà otomà. Era oriünd de la costa nord-est de la mar Negra i probablement circassià; com a esclau fou posat al servei de Bakirdji Ahmed Pasha (1632-1635), governador otomà d'Egipte, fins a la seva execució, passant aleshores al servei del sultà Murat IV.
Fou favorit del sultà Ibrahim I quan aquest va pujar al tron (1640) i es va casar amb la seva filla Atike Sultana, sent elevat al rang de tercer visir. A la mort d'Ibrahim (1648) fou desterrat a Creta, retornant el setembre de 1652; un any després fou nomenat governador d'Ofen, i va exercir dos anys; el 1656 fou nomenat governador de Silistra i el 3 de maig nomenat gran almirall (kapudan paixà).
Va dirigir la flota contra els venecians i el 27 de juny fou derrotat per aquestos als Dardanels, en la més greu derrota otomana després de Lepant; els venecians van ocupar les illes que controlaven l'accés a l'estret i van tallar les comunicacions. Kenan Pasha fou empresonat per ordre del sultà però fou alliberat per la intercessió de la reina mare Kosem Walida, si bé fou revocat com kapudan paixà (18 de juliol de 1656).
Va ocupar després alguns càrrecs menors entre els quals el de comandant de la guarnició de Bursa, càrrec que va abandonar per unir-se al rebel Abaza Hasan; com altres caps rebels fou atret a Alep i executat el 16 de febrer de 1659.